# Poroka Device (Perugino)
Poroka Device je slika italijanskega renesančnega mojstra Pietra Perugina, čeprav jo včasih pripisujejo njegovemu učencu Lo Spagni. Prikazuje poroko med Jožefom in Marijo, zdaj pa je v muzeju Musée des Beaux-Arts v Caenu v Franciji. Prvotno je bila naročena  Pinturicchiu za nedavno dokončano stolnico v Perugii, a je Perugino prevzel naročilo in delo končal okoli 1500–1504, verjetno po več obdobjih mirovanja.

## Zgodovina
Delo je bilo prvotno poslikano za kapelo svetega prstana v stolnici v Perugiji, kjer se nahaja relikvija Devičinega poročnega prstana. Kapela, dokončana leta 1489, je bila na novo okrašena, potem ko je bila relikvija leta 1488 obnovljena, potem ko je bila ukradena iz cerkve v Chiusiu.
Velika oltarna slika, prvotno naročena pri Pinturicchio, je bila zaupana Peruginu, ki je tam delal od 1501 do 1504. Med francosko okupacijo Italije je Napoleon leta 1797 sliko zaplenil in jo dal svojemu stricu kardinalu Josephu Feschu. Njene zbirke je leta 1845 delno prevzel knjigarnar Bernard Mancel iz Caena, ki jih je leta 1872 predal Musée des Beaux-Arts de Caen, ki ga je takrat vodil slikar Alfred Guillard. Vsak poskus občine Perugia, da bi vrnila delo, ni uspel.

## Opis in slog
V ozadju je velika osmerokotna stavba z osrednjim tlorisom (simbol jeruzalemskega templja) na podlagi s perspektivnimi ploščami. Prizor v ospredju je okrepljen v skladu z idealom geometrijske racionalnosti, ki je postal eden od simbolov italijanske renesanse, še posebej potem, ko ga je Rafael uporabil tudi v znameniti Poroki Device iz Pinakoteke Brera (1504).
Stavba je na koncu stopnišča in ima renesančni stolpni portal z okroglim lokom, kupolo in verjetno portal z enakim trikotnim timpanonom na vsaki od štirih glavnih strani. Motiv slepega loka najdete tudi na manjših straneh. Nad vencem ima drugo nadstropje okrasni okvir s pilastri, oznakami in vencem, v katerem so pravokotna okna z obokanim timpanonom. Kupola z balustrado je narejena iz opeke, katere zgornji rob je odrezan, zaradi česar je videti še bolj impozantna, kot je v resnici. Gre za stavbo, ki spominja na klasični ideal renesanse, kot so si ga predstavljali takratni intelektualci na podlagi razprav Leona Battiste Albertija: v resnici stavbe v rimski arhitekturi niso bile nikoli opremljene s takšnimi elementi.
Kot v večini Peruginovih del tudi ta kompozicija temelji na simetričnih merilih, ki jih oživlja ritmično spreminjanje poz. Okoli osrednjega središča duhovnika, ki stoji popolnoma na osi osrednje stavbe in pred veličastnimi vrati, odprtimi v ozadju, so zbrani sveti Jožef, oblečen v rumeno na levi, z moškimi spremljevalci in Devica Marija, za njo pa ženske na desni. Po Marijinih pripovedih je bila takoj, ko je končala samostansko življenje v jeruzalemskem templju, kjer je preživela vso mladost, namenjena na poroko, vendar le s tistim, čigar osebje je bilo izbrano z božansko oznako. Jožefova palica je zacvetela, toda ostalih mladih moških ni. V ikonografiji epizode vedno vidite vsaj enega od njih, ki si nogo ali kolenom zlomi svojo palico. Na videz Jožefova starost je bila ena od prvin, ki je poudarila nezmožnost poroke in s tem implicirala dogmo o Marijinem devištvu.
Tkanine padajo težke in svetle kot barvne lise z "mokrim efektom", ki se ga je Perugino naučil v Verrocchiovi delavnici med vajeništvom v Firencah. Pokrajina v ozadju prikazuje valovite griče, obložene z vitkimi drevesi, ki zbledijo v daljavo proti obzorju in dajejo vtis neskončno širokega in globokega prostora.
Široka perspektiva slike, v središču ima osmerokotno zgradbo in poravnano sestavo figur na straneh, je močno povezana s Peruginovo predaja ključev v Sikstinski kapeli. Na sliki je vidno prikazan Devičin zaročni prstan, ki je bil nato v stolnici kot sveta relikvija.
Zelo podobno kompozicijo so neznani umetniki (včasih pripisujejo Fiorenzu di Lorenzu, verjetnemu učitelju Perugina ali Roccu Zoppoju, asistentu Perugina) izdelali za cerkev San Girolamo v Spellu leta 1492. Če je današnja ugotovitev pravilna, gre približno deset let zgodnejšo kot Peruginova in Rafaelova slika iste teme. Sestava zgodnejšega dela ne uporablja elegantne osrednje perspektive, ki se pojavlja v bolj znanih delih Perugina in Rafaela. Vendar so figure v ospredju zelo podobne obema poznejšima slikama, vključno z nedvoumnim mladeničem, ki je zlomil palico.